# Eduard Grote
Karl Friedrich Edward Grote (* 17. November 1884 in Basel; † nach 1950) war ein deutscher Konstrukteur und Leiter eines Ingenieurbüros für Panzer. Besondere Bekanntheit erlangte er durch seine fantasievollen und unrealistischen Fahrzeugentwürfe in der Sowjetunion, welche er auch im Dritten Reich voranzutreiben versuchte.

## Leben

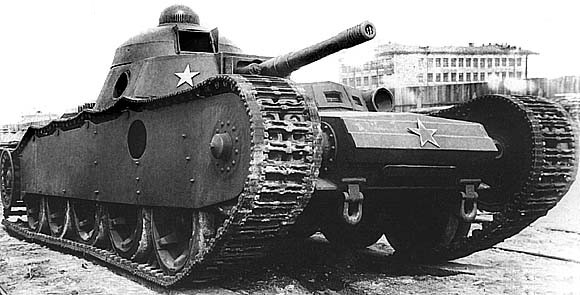
TG „Tank Grote“

Grote wurde 1929/30, damals Angestellter von Rheinmetall, mit seinem Team in die Sowjetunion eingeladen, wo er beim Aufbau der Rüstungsindustrie im Bereich Panzer in der UdSSR helfen sollte. Im März 1930 reist Grote nach Leningrad. Zusammen mit Karl Ottersbach, Friedrich Hufschmidt und Hermann Feldhusen arbeitet Grote, nachdem er am 5. April 1930 einen Auftrag erhalten hatte, gemeinsam mit einem Team sowjetischer Ingenieure und Konstrukteure im Leningrader Konstruktionsbüro AWO-5 an einem neuen überschweren Panzer.
Bis zum 1. Oktober 1931 dauert die Entwicklung eines Prototyps des stark gepanzerten mittleren Panzers (TG „Tank Grote“) im Leningrader Bolschewik-Werk unter Grotes Mitwirkung. Nach drei Tagen der Begutachtung wurde festgestellt, dass man viel Geld ausgegeben und etwas gelernt hatte. Jedoch hatte Grote nicht, wie erhofft, einen produzierbaren Panzer entwickelt. Ein weiterer Entwurf Grotes, den er am 3. Dezember vorlegte, wurde ebenfalls als nicht realisierbar abgelehnt und man erkannte, dass Grote nicht über die erforderliche Expertise im Panzerbau verfügte. Trotzdem legte Grote im Mai 1932 noch den Entwurf des „Tank Grote 6“ vor, den er sogar bis 1933 zum „Durchbruchstank T 42“ weiterentwickelte. Es folgte noch die Übersendung von Entwürfen, beziehungsweise Radierungen, eines „Festungspanzers“, die Grote im März 1933 beim sowjetischen Kriegsministerium einreichte. Doch die Ernüchterung der sowjetischen Auftraggeber führte dazu, dass Grote die Sowjetunion 1933 wieder verlassen musste. Er kehrte zurück nach Essen, wo er für Krupp arbeitete.
Im Jahr 1934 erscheinen Presseberichte, dass ein deutscher Maschinenbau-Ingenieur in den Jahren 1930 bis 1934 in der Sowjetunion an einem sogenannten „Festungstank“ gearbeitet hätte. Es wurde ein Artikel veröffentlicht, der sich offensichtlich mit Grotes Tätigkeit beschäftigte. Später im Jahr 1937 folgte eine Veröffentlichung in der Militärzeitschrift „Die Kraftfahrkampftruppe“, in welcher der österreichische Generalbaurat und Entwickler des Burstyn-Motorgeschütz, Gunther Burstyn, als Panzerspezialist zu dem „Festungstank“ eine Stellungnahme verfasste. Hierbei kam er aufgrund seiner eigenen Erfahrungen zu dem Schluss, dass der Entwurf weder zweckmäßig noch machbar sei. Es folgte ein längerer fachlicher Austausch und Grote stellte weitere Panzertypen vor, welche er in der Sowjetunion entworfen haben wollte, was ohne Nachweis geblieben ist, jedoch Grote in Deutschland letztlich einige Bekanntheit verschaffte.
Während des Krieges war er in Deutschland im neugeschaffenen Rüstungsministerium (RMfBuM) als Direktor des Bereichs „Belange der Marine“ tätig und wurde während des Zweiten Weltkriegs am 8. Mai 1941 von Fritz Todt zum Beauftragten für Leistungsprüfung beim OKM/MWaWi bestellt. Seine Aufgabe war es, die Arbeiteranforderungen in den Werften zu überprüfen und die Produktion durch verschiedene Maßnahmen zu steigern.
Im Rahmen einer Rüstungskonferenz am 23. Juni 1942 in Berlin gelang es ihm durch einen Vortrag über seine Arbeiten zu überschweren Panzern in der Sowjetunion das Interesse von Adolf Hitler zu gewinnen. Es wurde vereinbart, dass Grote zusammen mit Dr. Oskar Hacker, dem Chefkonstrukteur der Steyr-Daimler-Puch AG, eine Entwurfsskizze für einen 1.000-t-Panzer erstellen sollte. Nachweise dafür, dass sich Hacker tatsächlich in dieses Projekt eingebracht hat, sind nicht bekannt.
Am 17. Juli 1942 verfasste Grote ein Schreiben an den Direktor der Friedrich Krupp AG, Professor Dr. Müller, in dem es um das Projekt des 1.000-t-Panzer ging. Er fragte Fachkompetenz der Firma an, welche zu dieser Zeit für den Küstenschutz eine schwere Artillerieselbstfahrlafette entwickelte. Grote und Müller trafen sich am 13. August 1942 in Berlin, wo Grote seine Entwürfe präsentierte. Für die Umsetzung des Projektes forderte er von Krupp zwanzig Ingenieure, worauf Müller aber nicht einging. Vom 10. Oktober 1942 sind Entwürfe von Grote für Krupp erhalten, in denen die Bewaffnung für das nunmehr Projekt P-1000  genannte Fahrzeug thematisiert werden. Am 20. Oktober schickt Grote den Längsschnitt eines Panzerentwurfs an Krupp, bei dem ein 28-cm-Doppelturm der Kriegsmarine Verwendung findet. Einige Tage später, am 24. Oktober 1942, kommt es zu einem weiteren Treffen in Berlin, bei dem Grote mit Müller über eine mögliche Bewaffnung des überschweren Panzer verhandelt. Am 17. Dezember 1942 zeigt Grote Dr. Müller Fotografien von Modellen des Panzers, muss aber erfahren, dass Speer  einer weiteren Entwicklung nicht zugestimmt hat.
Diese Geschichte erregte später die Aufmerksamkeit vieler Personen und in der Literatur wird häufig davon berichtet, dass Grote gemeinsam mit dem Ingenieur Hacker Adolf Hitler die Idee eines 1000-t-Großpanzer vorgelegt habe. In der Nachkriegszeit wird der Entwurf zum überschweren Panzer Landkreuzer P-1000 „Ratte“ stilisiert. Grotes Spur verliert sich Anfang der 1950er Jahre in Johannesburg, Südafrika, von wo aus er am 28. April 1950 ein Patent in der Bundesrepublik Deutschland anmeldete. Weitere Lebensdaten von ihm sind nicht bekannt.